# Pinafore Moraine
Die Pinafore Moraine (englisch für Schürzenmoräne) ist eine Moräne im ostantarktischen Viktorialand. Sie erstreckt sich vom Carapace-Nunatak in nordöstlicher Richtung.
Teilnehmer einer 1964 durchgeführten Expedition des New Zealand Antarctic Research Program zu den Allan Hills erkundeten sie und gaben ihr ihren deskriptiven Namen.